# Turbine
Apache Turbine（アパッチ・タービン）は、Apacheのトッププロジェクトであり、サーブレットによるWebアプリケーションフレームワークである。
Turbineは、BSDライセンスをベースとしたApache Software Licenseであり商用利用も多くされている。

## 基本機能
Turbineサーブレットはクライアントのリクエストを受け付ける唯一のエントリポイントであり、アクセスコントロールやセッションの管理などを行う。HTML上のフォームからの入力に対する処理もTurbineを使い記述するようになっている。また、ウェブページの生成には、一般的なJSPの他に、同プロジェクトのテンプレートエンジンであるApache Velocityなどを利用する。